# اكيمبور خيري
اكيمبورخيري رمزها «LK» (بالإنجليزية: LakhimpurKheri)‏ ، هو تقسيم إداري لدولة الهند تتبع ولاية أتر برديش (بالإنجليزية: Uttar  Pradesh)‏ ، مركزها هو مدينة خيري (بالإنجليزية: Kheri)‏ عدد سكانها حسب تعداد سنة 2001 هو 3,200,137 ، مساحتها 7,680 كم² وكثافة السكان 417 لكل كم² .